# Elsa Jacquemot
Elsa Jacquemot (sinh ngày 3 tháng 5 năm 2003) là một nữ vận động viên quần vợt người Pháp. Cô có thứ hạng cao nhất trên bảng xếp hạng WTA là thứ 143 ở nội dung đơn và 325 ở nội dung đôi.
Jacquemot đã từng giành được danh hiệu ở nội dung đơn nữ trẻ của Giải Quần vợt Pháp Mở rộng 2020.

## Sự nghiệp thi đấu
Jacquemot ra mắt nhánh đấu chính của WTA Tour tại Giải quần vợt Lyon Mở rộng 2020 ở nội dung đôi, đánh cặp cùng với Estelle Cascino.
Cô đã được trao suất đặc cách tham dự lễ bốc thăm chính của nội dung nữ Giải Quần vợt Pháp Mở rộng 2020, nhưng để thua Renata Zarazúa ở vòng đầu tiên. Được xếp thứ ba, sau đó cô tham gia và giành danh hiệu ở nội dung đơn nữ trẻ tại Pháp Mở rộng 2020. Cô cũng tham gia vào nhánh đấu chính ở nội dung đôi nữ với tư cách là một ký tự đại diện, đánh cặp với Elixane Lechemia.
Jacquemot đã được trao một ký tự đại diện trong lễ bốc thăm chính tại Giải quần vợt Pháp Mở rộng 2021 ở nội dung đơn nữ nhưng lại tiếp tục để thua ở vòng đầu tiên. Cô cũng tham gia năm thứ hai liên tiếp ở Pháp mở rộng với tư cách là một ký tự đại diện, đánh cặp với Elixane Lechemia.
Vào năm 2022, cô đã được trao ký tự đại diện thứ ba trong Giải quần vợt Pháp Mở rộng 2022, nơi cô đánh bại Heather Watson để giành chiến thắng trong trận đấu lớn đầu tiên. Jacquemot cũng tham gia nội dung đôi với tư cách là ký tự đại diện, đánh cặp với Séléna Janicijevic.

## Thống kê sự nghiệp
| VĐ | CK | BK | TK | V# | RR | Q# | A |  | Z# | PO | G | F-S | SF-B | NMS | NH |

### Đơn
Tính đến Vòng loại đơn nữ Pháp Mở rộng 2023.
| Giải đấu                    | 2019            | 2020   | 2021   | 2022               | 2023               | SR       | T–B      |
| --------------------------- | --------------- | ------ | ------ | ------------------ | ------------------ | -------- | -------- |
| Grand Slam                  |                 |        |        |                    |                    |          |          |
| Giải quần vợt Úc Mở rộng    | A               | A      | A      | A                  | Vòng loại thứ nhất | 0 / 0    | 0–0      |
| Giải quần vợt Roland-Garros | Vòng loại thứ 2 | Vòng 1 | Vòng 1 | Vòng 2             | Vòng loại thứ 3    | 0 / 3    | 1–3      |
| Wimbledon                   | A               | NH     | A      | Vòng loại thứ nhất | Vòng loại thứ nhất | 0 / 0    | 0–0      |
| US Open                     | A               | A      | A      | Vòng loại thứ nhất |                    | 0 / 0    | 0–0      |
| T-B                         | 0–0             | 0–1    | 0–1    | 1–1                |                    | 0 / 3    | 1–3      |
| WTA 1000                    |                 |        |        |                    |                    |          |          |
| Dubai / Qatar Mở rộng       | A               | A      | A      | A                  |                    | 0 / 0    | 0–0      |
| Indian Wells Open           | A               | NH     | Vòng 1 | A                  |                    | 0 / 1    | 0–1      |
| Miami Open                  | A               | NH     | A      | A                  |                    | 0 / 0    | 0–0      |
| Madrid Open                 | A               | NH     | A      | A                  |                    | 0 / 0    | 0–0      |
| Italian Open                | A               | A      | A      | A                  |                    | 0 / 0    | 0–0      |
| Canadian Open               | A               | NH     | A      | Vòng loại thứ nhất |                    | 0 / 0    | 0–0      |
| Cincinnati Open             | A               | A      | A      | A                  |                    | 0 / 0    | 0–0      |
| Vũ Hán Mở rộng              | A               | NH     | NH     | NH                 |                    | 0 / 0    | 0–0      |
| Trung Quốc Mở rộng          | A               | NH     | NH     | NH                 |                    | 0 / 0    | 0–0      |
| Thống kê sự nghiệp          |                 |        |        |                    |                    |          |          |
| Xếp hạng cuối năm           | 821             | 532    | 314    | 203                |                    | $413,404 | $413,404 |

### Đôi
| Giải đấu                    | 2020   | 2021   | 2022   | T-B |
| --------------------------- | ------ | ------ | ------ | --- |
| Giải quần vợt Úc Mở rộng    | A      | A      | A      | 0–0 |
| Giải quần vợt Roland-Garros | Vòng 1 | Vòng 1 | Vòng 1 | 0–3 |
| Giải Vô địch Wimbledon      | NH     | A      | A      | 0–0 |
| Giải quần vợt Mỹ Mở rộng    | A      | A      | A      | 0–0 |
| T-B                         | 0–1    | 0–1    | 0–1    | 0–3 |

## Chung kết ITF Circuit

### Đơn: 3 (1 danh hiệu, 2 á quân)
| Chú thích      |
| -------------- |
| $100,000 (1–0) |
| $25,000 (0–2)  |
| $15,000 (0–0)  |

| Chung kết theo mặt sân |
| ---------------------- |
| Cứng (1–2)             |
| Đất nện (0–0)          |

| Kết quả | T-B | Thời gian         | Giải đấu                                              | Cấp độ  | Mặt sân | Đối thủ              | Tỷ số            |
| ------- | --- | ----------------- | ----------------------------------------------------- | ------- | ------- | -------------------- | ---------------- |
| Á quân  | 0–1 | Tháng 6 năm 2021  | ITF Périgueux, Pháp                                   | 25,000  | Cứng    | Diane Parry          | 3–6, 1–6         |
| Á quân  | 0–2 | Tháng 2 năm 2022  | ITF Manacor, Tây Ban Nha                              | 25,000  | Cứng    | Andrea Lázaro García | 6–2, 6–7(2), 1–6 |
| Vô địch | 1–2 | Tháng 12 năm 2022 | Dubai Challenge, Các Tiểu vương quốc Ả Rập Thống nhất | 100,000 | Cứng    | Magdalena Fręch      | 7–5, 6–2         |

### Đôi: 1 (á quân)
| Chú thích     |
| ------------- |
| $25,000       |
| $15,000 (0–1) |

| Chung kết theo mặt sân |
| ---------------------- |
| Cứng (0–0)             |
| Đất nện (0–1)          |

| Kết quả | T-B | Thời gian        | Giải đấu         | Cấp độ | Mặt sân     | Người đánh cặp              | Đối thủ                             | Tỷ số    |
| ------- | --- | ---------------- | ---------------- | ------ | ----------- | --------------------------- | ----------------------------------- | -------- |
| Á quân  | 0–1 | Tháng 3 năm 2021 | ITF Amiens, Pháp | 15,000 | Đất nện (i) | Victoria Jiménez Kasintseva | Seone Mendez María Portillo Ramírez | 4–6, 3–6 |

## Chung kết Junior Grand Slam

### Đơn nữ trẻ: 1 (danh hiệu)
| Kết quả | Năm  | Giải đấu                    | Mặt sân | Đối thủ        | Tỷ số         |
| ------- | ---- | --------------------------- | ------- | -------------- | ------------- |
| Vô địch | 2020 | Giải quần vợt Roland-Garros | Đất nện | Alina Charaeva | 4–6, 6–4, 6–2 |